# Monsell
Monsell je naselje občine Dole na Zilji v okraju Šmohor na Koroškem v Avstriji.